# Rue des Fontaines-du-Temple
Rue des Fontaines-du-Temple je ulice v Paříži v historické čtvrti Marais. Nachází se ve 3. obvodu.

## Poloha
Ulice vede od křižovatky s Rue du Temple a končí na křižovatce s Rue de Turbigo.

## Historie
Ulice byla již zmíněna pod tímto názvem v 15. století. Někdy se také nazývala Rue des Madelonnettes podle bývalého kláštera Madelonnettes, který se v ulici nacházel. Její název (Kašny Chrámu) odkazuje na bývalé rozvody, které přiváděly vodu z návrší Belleville od bývalého templářského kláštera k fontáně Vert bois, která se nachází na rohu Rue du Vertbois a Rue Saint-Martin poblíž tehdejšího převorství Saint-Martin-des-Champs.